# Barbara Bartuś
Barbara Halina Bartuś z domu Gurbisz (ur. 3 lipca 1967 w Gorlicach) – polska polityk i samorządowiec, posłanka na Sejm VI, VII, VIII, IX i X kadencji.

## Życiorys
Absolwentka Liceum Ogólnokształcącego w Bieczu. W 2000 ukończyła studia na Wydziale Prawa i Administracji Uniwersytetu Marii Curie-Skłodowskiej w Lublinie (filia w Rzeszowie) z tytułem zawodowym magistra administracji oraz w 2003 na Wydziale Prawa Uniwersytetu Rzeszowskiego z tytułem zawodowym magistra prawa.
Do 1999 należała do Zjednoczenia Chrześcijańsko-Narodowego. Od 1999 pracowała w Zakładzie Ubezpieczeń Społecznych. Była radną gminy Lipinki II kadencji. W styczniu 2005 wstąpiła do Prawa i Sprawiedliwości. W 2006 została wybrana do rady powiatu gorlickiego. W 2009, 2014 i 2019 bez powodzenia kandydowała do Parlamentu Europejskiego.
W wyborach parlamentarnych w 2007 uzyskała mandat posłanki VI kadencji z listy PiS. Startowała w okręgu nowosądeckim, otrzymując 10 856 głosów. W wyborach parlamentarnych w 2011 otrzymała 14 652 głosy, rezultat ten pozwolił na ponowne uzyskanie mandatu poselskiego. W 2015 została po raz trzeci wybrana do Sejmu. W wyborach w 2019 i 2023 z powodzeniem ubiegała się o poselską reelekcję, otrzymując odpowiednio 23 468 głosów oraz 21 250 głosów. W Sejmie X kadencji została m.in. przewodniczącą Podkomisji stałej do spraw nowelizacji prawa cywilnego, wiceprzewodniczącą Komisji Ustawodawczej i Komisji Nadzwyczajnej do spraw zmian w kodyfikacjach oraz członkinią Komisji Regulaminowej, Spraw Poselskich i Immunitetowych. Weszła w skład komitetu politycznego PiS.

## Życie prywatne
Jest mężatką (mąż Adam Bartuś), ma dwie córki.